# Heike Funk
Pour les articles homonymes, voir Funk.
Heike Funk, née Feichtmayr le 17 février 1968 à Bayreuth (Allemagne), est une triathlète allemande, championne d'Allemagne de triathlon longue distance en 2002.

## Palmarès
Le tableau présente les résultats les plus significatifs (podium) obtenus sur le circuit national et international de triathlon depuis 1993,.
| Année | Compétition                                               | Pays        | Position          | Temps            |
| ----- | --------------------------------------------------------- | ----------- | ----------------- | ---------------- |
| 2011  | Championnats d'Allemagne de triathlon d'hiver             | Allemagne   | Médaille d'argent | 1 h 21 min 49 s  |
| 2011  | Coupe d'Europe de triathlon d'hiver - Étape d'Oberstaufen | Allemagne   | Médaille d'argent | 1 h 21 min 49 s  |
| 2008  | Ironman Royaume-Uni                                       | Royaume-Uni | Médaille d'argent | 10 h 24 min 41 s |
| 2003  | Challenge Roth                                            | Allemagne   | Médaille d'argent | 9 h 28 min 33 s  |
| 2003  | Challenge Erding                                          | Allemagne   | Médaille d'or     | 2 h 18 min 27 s  |
| 2003  | Challenge Hilpoltstein                                    | Allemagne   | Médaille d'or     | 4 h 18 min 43 s  |
| 2002  | Championnats d'Allemagne de triathlon longue distance     | Allemagne   | Médaille d'or     | 10 h 5 min 0 s   |
| 1996  | Euroman                                                   | Suisse      | Médaille d'or     | Timing           |
| 1995  | Championnats d'Allemagne de triathlon longue distance     | Allemagne   | Médaille d'argent | Timing           |
| 1993  | Trebgast Triathlon                                        | Allemagne   | Médaille d'or     | Timing           |